# Manfred Scherzer
Manfred Scherzer (* 2. Juni 1933 in Dresden; † 1. Dezember 2013 in Berlin) war ein deutscher Violinist und Dirigent.

## Leben
Manfred Scherzer hatte seit dem fünften Lebensjahr Violinunterricht bei seinem Vater, einem Mitglied der Sächsischen Staatskapelle Dresden. Bereits mit 17 Jahren wurde er von Rudolf Kempe an die Sächsische Staatskapelle Dresden engagiert. 20-jährig holte ihn Walter Felsenstein als Erster Konzertmeister an die Komische Oper Berlin. Mit einer Aufführung von Tschaikowskys Violinkonzert begann Manfred Scherzers internationale Karriere als Violinsolist. Kurz darauf gab er sein Debüt bei den Berliner Philharmonikern. Gastspielreisen führten ihn in die Zentren fast aller europäischen Länder, Nord- und Südamerikas, nach Japan und China sowie zu den bedeutenden Musik-Festivals. 1973–1975 war er Solist und 1. Konzertmeister des Gewandhausorchesters zu Leipzig.
Manfred Scherzer erhielt zahlreiche nationale und internationale Auszeichnungen. Er war Gründer und Dirigent des Dresdner Kammerorchesters und der Berliner Virtuosen. Die internationale Presse bezeichnete ihn als Meister der sensiblen Töne und rühmte die Tiefe seiner Gestaltung.
1976 erfolgte die Berufung als Professor an die Hochschule für Musik „Carl Maria von Weber“ Dresden.

## Diskografie
Manfred Scherzer hat mehrere Schallplatten und CDs eingespielt, u. a. bei Eterna. 2007 ist bei claXL eine CD mit Werken von Beethoven und Mendelssohn erschienen, auf der Scherzer als Duopartner des deutschen Pianisten Jürgen Schröder zu hören ist. Es handelt sich dabei um historische Aufnahmen aus dem Deutschen Rundfunkarchiv, die in den Jahren 1971 und 1977 entstanden sind.

## Filmografie
- 1986: Wahlverwandtschaften (Studioaufzeichnung)